# سده ۵ (قمری)
| سده‌ها: | سده ۴ - سده ۵ - سده ۶                   |
| دهه‌ها: | ۴۰۰ ۴۱۰ ۴۲۰ ۴۳۰ ۴۴۰ ۴۵۰ ۴۶۰ ۴۷۰ ۴۸۰ ۴۹۰ |

قرن ۵ قمری یا سده پنجم (قمری) در تقویم هجری قمری به فاصله سالهای ۴۰۱ تا ۵۰۰ قمری گفته می‌شود.

## رویدادها
در طی سده پنجم هجری، کاربرد کاغذ تقریبا در سراسر قلمرو اسلام عمومیت یافته بود.

## چهره‌های برجسته
- خواجه عبدالله انصاری
- عمر خیام
- شیخ مفید
- طغرل بیک
- آلپ ارسلان
- ملکشاه
- محمد غزالی
- ابوالمعالی محمد بن نعمت
- ابوسعید ابوالخیر
- اسدی طوسی
- باباطاهر عریان
- عسجدی
- عنصری
- عیوقی
- غضایری رازی
- فخرالدین اسعد گرگانی
- فرخی سیستانی
- فردوسی طوسی
- قطران تبریزی
- کافرک غزنوی
- لبیبی
- معنویی بخارایی
- منوچهری دامغانی
- ناصر خسرو